# Mareil-le-Guyon
Mareil-le-Guyon è un comune francese di 424 abitanti situato nel dipartimento degli Yvelines nella regione dell'Île-de-France.
I suoi abitanti sono chiamati Mareillois.

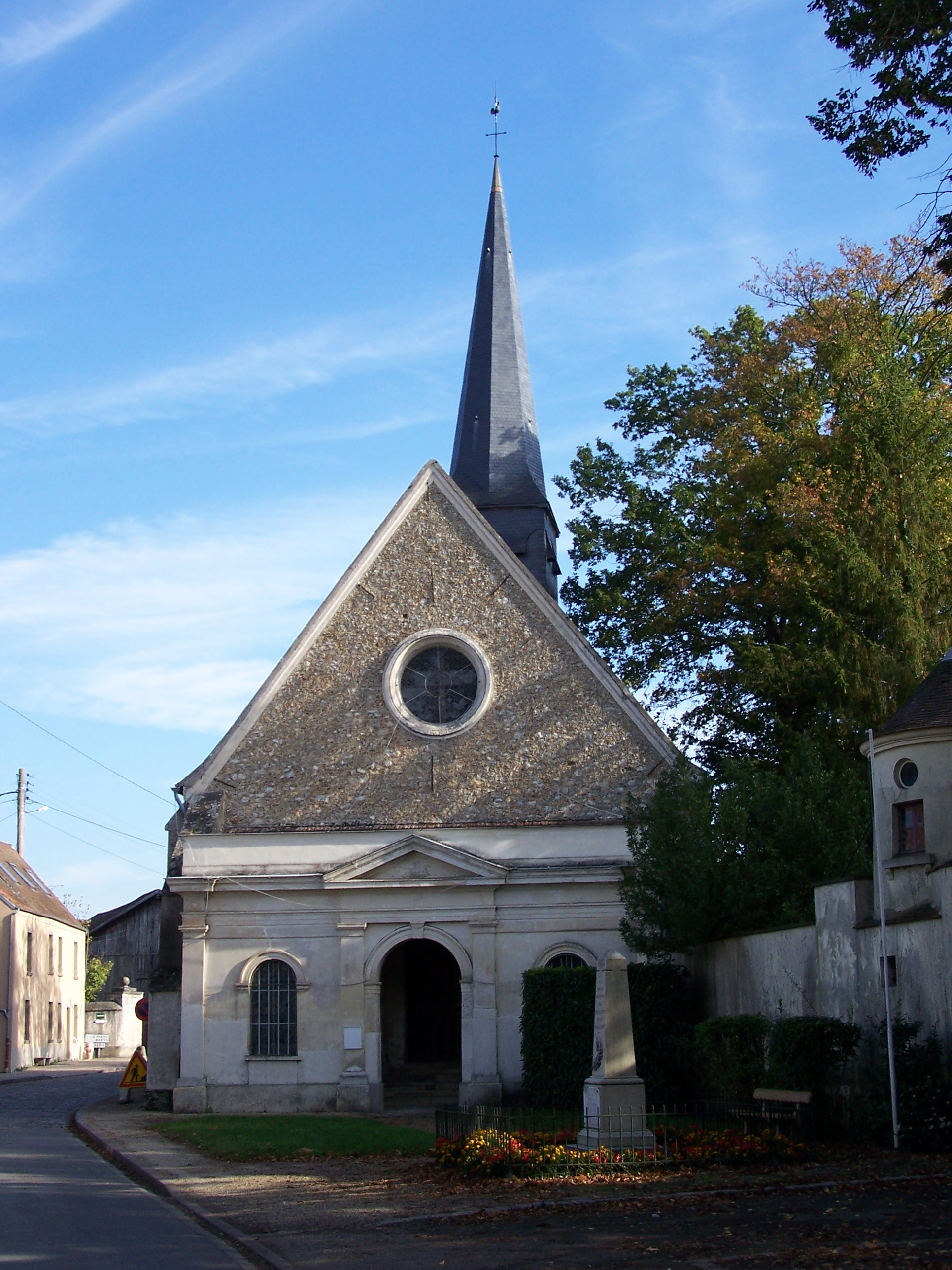
La chiesa di Mareil-le-Guyon

## Geografia fisica
Mareil-le-Guyon è situata nella pianura di Montfort-l'Amaury, a 24 km ad ovest di Versailles, la prefettura, e a 22 km a nord di Rambouillet la sotto-prefettura.

## Luoghi d'interesse
- La chiesa
- Il castello di Mareil, proprietà privata.

## Curiosità

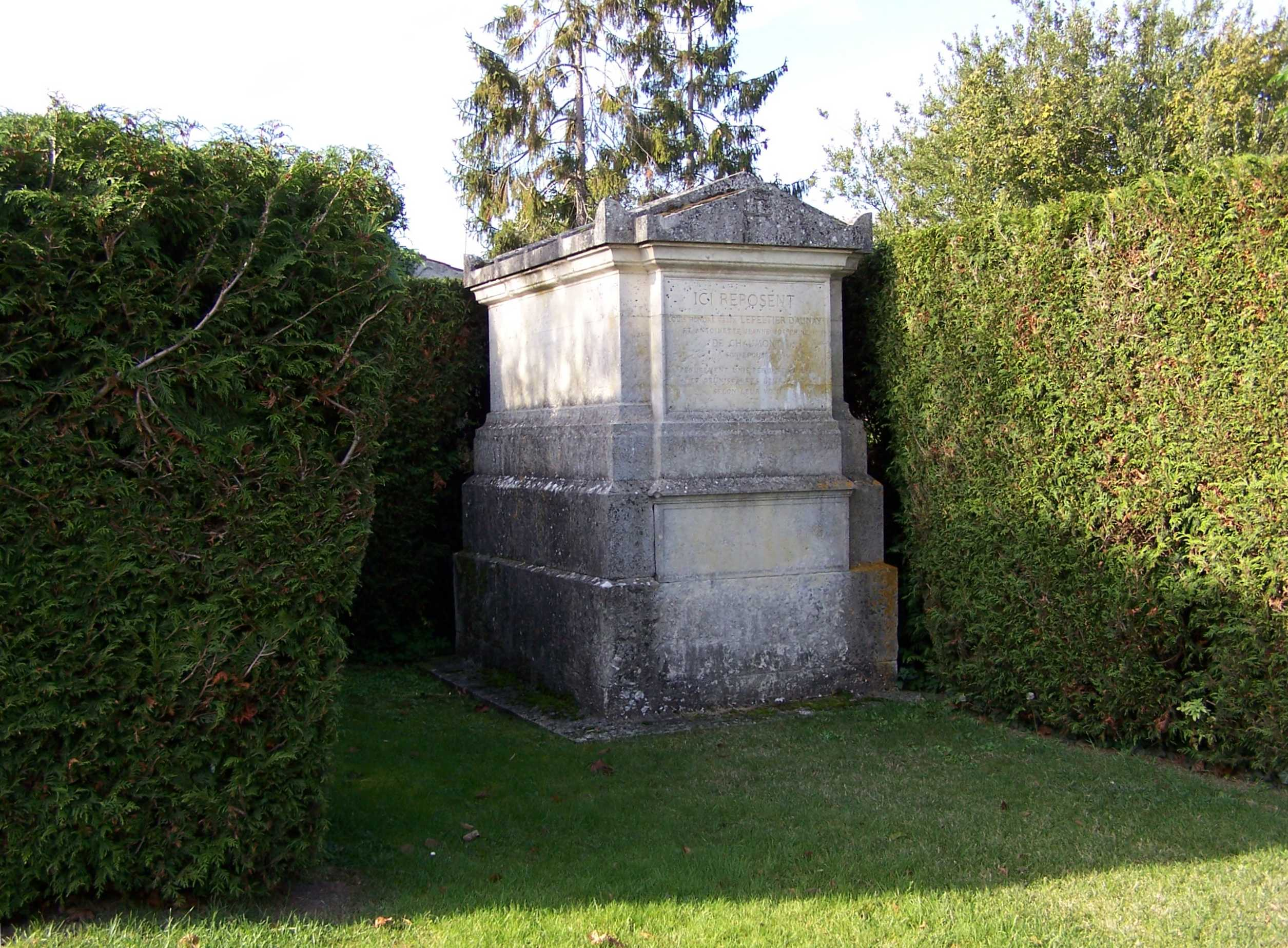
Tomba nel centro cittadino

In pieno centro, a qualche metro dalla strada dipartimentale che attraversa il villaggio, si trova una tomba che reca l'iscrizione:
Questa tomba è una vestigia dell'antico cimitero che si trovava in prossimità della chiesa, prima di essere translato nel corso del XX secolo

## Società

### Evoluzione demografica
Abitanti censiti

## Galleria d'immagini

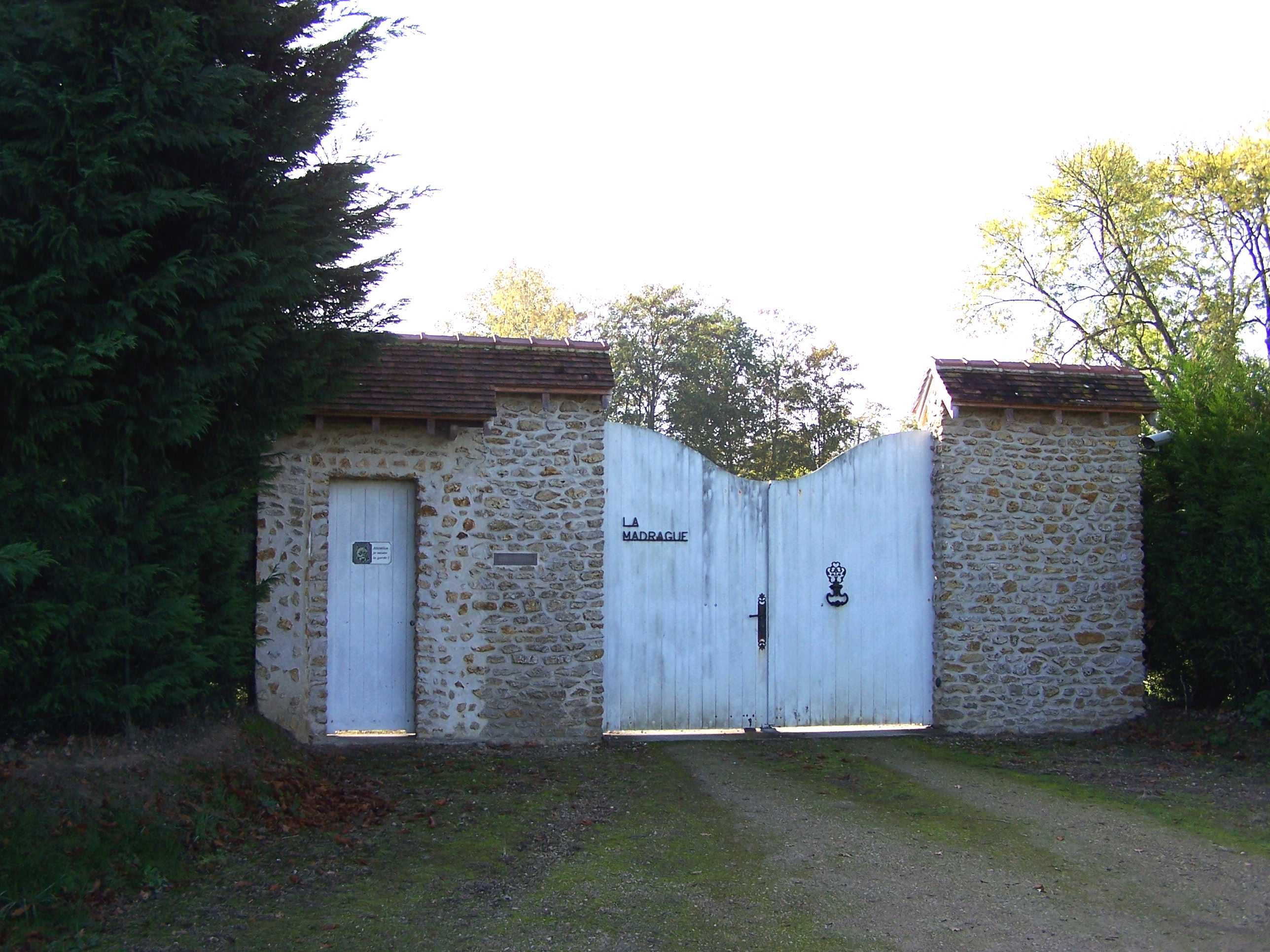
L'entrata de La Madrague
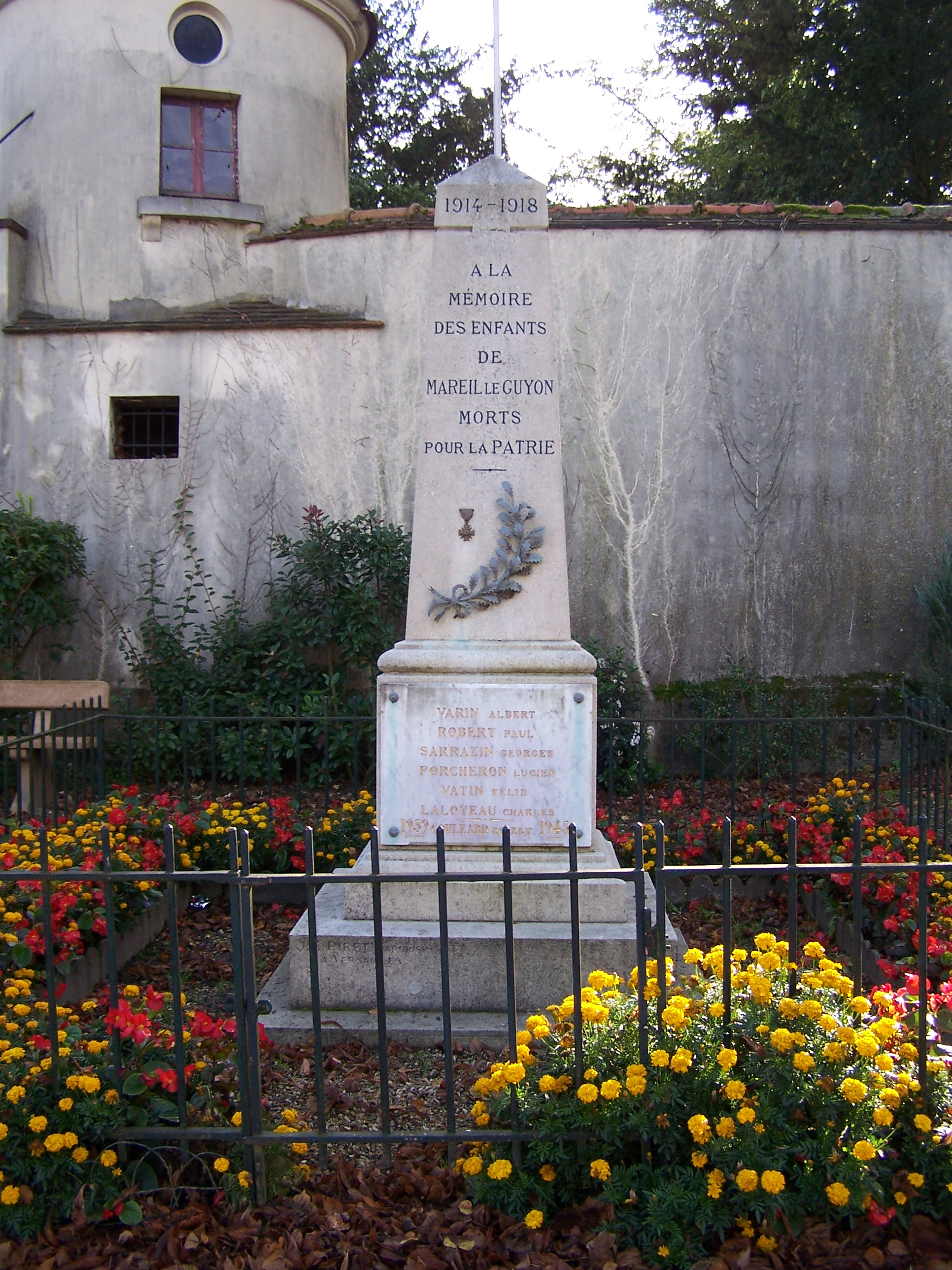
Il monumento ai caduti, vicino alla chiesa